# Kateřina Burianová
Kateřina Rajmontová, rozená Kateřina Burianová (* 30. března 1946 Praha) je česká herečka a básnířka, od roku 1991 do 31. 12. 2013 byla členkou činohry Národního divadla v Praze.

## Život
Pochází ze známé pražské divadelnické umělecké rodiny. Její děd byl operní pěvec Emil Burian, otec Emil František Burian byl známý pražský divadelník a hudebník, nevlastní bratr Jan Burian je známý český písničkář a spisovatel.
Studium herectví absolvovala na pražské DAMU v roce 1967, poté krátce působila v Ostravě a v Hradci Králové. Od roku 1974 až do roku 1990 byla členkou divadla E. F. Buriana. V letech 1982 až 1985 také hostovala v ústeckém Činoherním studiu. Pravidelně vystupovala i v pražském Divadle Viola.

## Ocenění

### 2008
- Cena Divadelních novin za roli Violet Westonové ve hře Srpen v zemi indiánů [2].

### 2009
- Cena Alfréda Radoka, Violet Westonová, Srpen v zemi indiánů, Národní divadlo, Praha
- Cena Thálie, Violet Westonová, Srpen v zemi indiánů, Národní divadlo, Praha

## Filmografie, výběr
- 1973 Tři nevinní
- 1976 Hra o jablko
- 1977 Žena za pultem (seriál)
- 1977 Příběh lásky a cti
- 1983 Straka v hrsti
- 1996 O třech rytířích, krásné paní a lněné kytli
- 1999 Početí mého mladšího bratra
- 2003 Když chcípne pes (televizní film)
- 2005 Román pro ženy (paní Žemlová [hlas mimo obraz])

## Knihy
- V tichu – básnická sbírka